# Пусурман
Пусурма́н, Солёное, Аугун, Тюпалгазы́ (укр. Пусурман, крымскотат. Pusurman, Tüp Alğazı, Пусурман, Тюп Алгъазы) — горько-солёное озеро, расположенное на Присивашской низменности, что на северо-западе Джанкойского района. Площадь — 0,7 км². Тип общей минерализации — солёное, по химическому составу — горько-солёное. Происхождение — лиманное. Группа гидрологического режима — бессточное.

## География
Входит в Перекопскую группу озёр. Площадь водосборного бассейна — 1,7 км². Длина — 1,1 км. Ширина макс. — 0,8 км. Глубина средняя — 0,4 м, наибольшая — 0,7 м. Высота над уровнем моря: −0.2 м, 0,2 м. Ближайший населённый пункт — село Целинное; село Покосы (Пусурма́н 1-й), располагалось на берегу озера до ликвидации в период 1954—1968 года.
Озёрная котловина водоёма продолговато-овальной формы, вытянутая с запада на восток. Берега пологие. Реки не впадают. Западнее и восточнее расположены засухи Западного Сиваша (Алгазы) — глубоко вдающиеся части акватории, отделённые сушей периодически затапливаемой под действием ветра — ветровых нагонов.
Площадь озера подвержена большим сезонным колебаниям: летом и осень они значительно меньше, чем весной. Заполняющие воды озеро сильно минерализиваны с сезонным колебанием минерализации в широких пределах, поэтому озеро относится к категории минеральных (соляных) озёр с концентрацией солей выше океанической. Рапа из-за мелководности и тёмного цвета донных отложений легко прогревается, температура её относительно мало отличается от температуры воздуха. Только три озёра Перекопской группы (Кирлеутское, Пусурман, Чайка) по химическому составу вод относятся к первому классу, где кроме хлористого натрия и хлористого магния, содержится сернокислый магний. Донные отложения представлены чёрным и серыми илами различной мощности, прикрытыми в летнее время слоем свежеосаждённой соли. Так солёность вод озера высокая, то биологические процессы в них подавлены, высшие водные растения развиваются небольшими группами лишь в зоне прибрежных выходов подземных пресных вод, у донных родников развиваются диатомовые водоросли.
Среднегодовое количество осадков — около 400 мм. Питание: подземные воды (Причерноморского артезианского бассейна) — донные восходящие источники (грифоны) пресных и солоноватых вод, которые бывают на акватории и у береговых обрывов. Поверхностный сток по балкам в озера наблюдается редко, раз в несколько лет. Поскольку озеро бессточное, большой расход влаги с их поверхности идет исключительно на испарение.